# Sanja Tomasević
Sanja Tomasević est une ancienne joueuse de volley-ball serbe née le 3 juin 1980 à Priboj. Elle mesure 1,85 m et jouait au poste de réceptionneuse-attaquante. Elle a totalisé 36 sélections en équipe de Serbie.

## Clubs
| Club                     | De        | À         |
| ------------------------ | --------- | --------- |
| Jedinstvo Užice          | 1996-1997 | 1997-1998 |
| Radnički Beograd         | 1998-1999 | 2001-2002 |
| University of Washington | 2002-2003 | 2004-2005 |
| Vaqueras de Bayamón      | 2006-2006 | 2006-2006 |
| Hyundai Suwon            | 2006-2007 | 2006-2007 |
| VBC Voléro Zurich        | 2007-2008 | 2007-2008 |
| Panathinaikos Athènes    | 2008-2009 | 2010-2011 |
| VK Bakı                  | 2010-2011 | 2010-2011 |
| Volley 2002 Forlì        | 2011-2011 | 2011-2011 |
| VBC Casalmaggiore        | 2011-2012 | 2011-2012 |

## Palmarès

### Clubs
- Championnat de Serbie et Monténégro
  - Vainqueur : 1997, 1998.
- Coupe de Serbie et Monténégro
  - Vainqueur : 1997, 1998, 2001.
  - Finaliste : 2000.
- Championnat de Suisse
  - Vainqueur : 2008.
- Coupe de Suisse
  - Vainqueur : 2008.
- Championnat de Grèce
  - Vainqueur : 2009, 2010.
- Coupe de Grèce
  - Vainqueur : 2009, 2010.

### Distinctions individuelles
- Challenge Cup féminine 2008-2009: Meilleure serveuse.